# Orthogonia plumbinotata
Orthogonia plumbinotata là một loài bướm đêm trong họ Noctuidae.